# Świadek
Świadek – w prawie formalnym osoba powołana przez organ prowadzący postępowanie sądowe albo postępowanie administracyjne do złożenia zeznań. Zeznania świadka stanowią dowód w postępowaniu. Świadkiem może zostać osoba, która została ofiarą przestępstwa lub naruszenia przepisów prawa, była naocznym świadkiem przestępstwa bądź słyszała coś w sprawie dotyczącej danego naruszenia przepisów prawa. W roli świadka może występować również osoba, która jest w posiadaniu istotnych informacji dotyczących osoby posądzonej o popełnienie przestępstwa lub jest bezpośrednio bądź pośrednio zaangażowana w postępowanie. 
Przed składaniem zeznań w sądzie następuje odebranie zeznań w formie pisemnej przez funkcjonariusza policji bądź adwokata. Prokurator, obrońca lub inny prawnik oraz kurator ds. nieletnich posiadają uprawnienia, aby wezwać osobę na świadka. Najważniejszym obowiązkiem świadka jest złożenie zeznań, które będą zgodne z prawdą oraz które będą zgodne z informacjami, które świadek posiada w danej sprawie.

## Obowiązki świadka
- stawienie się na wezwanie
- mówienie prawdy
- złożenie przyrzeczenia

## Uprawnienia świadka

### Prawo do odmowy zeznań
Świadek może skorzystać z tego prawa, jednak skorzystanie z niego nie jest obowiązkowe – w takiej sytuacji świadek oświadcza, że pomimo przysługującemu mu prawu chce złożyć zeznania. Jednak to prawo nie przysługuje każdej osobie, która pełni funkcję świadka. Takie dodatkowe uprawnienia posiadają osoby najbliższe dla oskarżonego. Za najbliższą osobę rozumie się małżonka, zstępnego, wstępnego, rodzeństwo, powinowatych w tej samej linii lub stopniu, osobę pozostającą w stosunku przysposobienia oraz jego małżonka, a także osobę pozostającą we wspólnym pożyciu (konkubinat). Prawo do odmowy zeznań obowiązuje również, gdy małżeństwo zostanie rozwiązane oraz gdy przysposobienie ustanie. Zasada ta nie obowiązuję w przypadku ustania pożycia między świadkiem a oskarżonym, w takiej sytuacji świadkowi nie przysługuje prawo do odmowy zeznań.

### Prawo do uchylenia się od odpowiedzi na pytanie
Oprócz prawa do odmowy zeznań świadkowi przysługuje również prawo do uchylenia się od odpowiedzi na pytanie. Prawo to obowiązuje w przypadku, gdy odpowiedź ta naraziłaby jego bądź inne bliskie mu osoby na hańbę, odpowiedzialność karną lub bezpośrednią szkodę majątkową. Obowiązuje również, gdyby zeznanie było złamaniem tajemnicy zawodowej. Z tego prawa skorzystać może również osoba duchowna w przypadku, gdy odpowiedź na pytanie naruszyłaby tajemnicę spowiedzi. Świadek nie ma obowiązku tłumaczenia, dlaczego skorzystał z tego prawa. Dopytywanie o przyczynę sprawiłoby, ze regulacja byłaby nielogiczna. Skorzystanie z tego prawa nie jest karane. Prawo do odmowy odpowiedzi nie przysługuje, gdy konsekwencją tego będzie tylko odpowiedzialność za wykroczenie lub odpowiedzialność cywilna czy dyscyplinarna. Obowiązkiem każdego organu dokonującego przesłuchań jest poinformowanie świadka o przysługującym mu prawie odmowy udzielenia odpowiedzi na pytanie.

### Prawo przesłuchania świadka z wyłączeniem jawności
Ważną zasadą prawa jest jawność rozpraw sądowych, jednak od tej zasady obowiązują również wyjątki. Okoliczności umożliwiające wyłączenie jawności rozpraw sądowych określone są w kodeksie postępowania karnego. Jawność rozpraw umożliwia uczestniczenie w nich osób trzecich oraz pozwala na nagrywanie ich przez media. Oczywiście utrwalanie dźwięku bądź obrazu musi być zatwierdzone przez sąd. Jako publiczność osobami mogącymi przebywać na sali rozpraw mogą być tylko osoby pełnoletnie i nieuzbrojone. Osobom nietrzeźwym również zabrania się uczestniczenia w rozprawach jako osoby trzecie. Jawność może być wyłączona w całości bądź częściowo. Niektóre sprawy sądowe mają automatycznie wyłączoną jawność, ponieważ dotyczą wniosku prokuratora o umorzenie postępowania w przypadku gdy sprawca jest niepoczytalny, stosuje się wówczas środek zabezpieczający lub w przypadku gdy sprawa dotyczy znieważenia (może odbywać się jawnie, jeżeli pokrzywdzony złoży odpowiedni wniosek). Wyłączenie jawności na wniosek oskarżonego może zostać wykonane tylko za zgodą prokuratora.
Na decyzję sądu wyłączona zostaje jawność w przypadku gdy:
- jest ryzyko zakłócenia spokoju publicznego,
- istnieje prawdopodobieństwo obrazy obyczajów,
- jest ryzyko ujawnienia faktów zagrażających interesowi państwa,
- może naruszyć ważny interes prywatny.

Wyłączając jawność rozprawy sąd umożliwia obecność na sali rozpraw po dwie osoby wskazane przez oskarżyciela publicznego, posiłkowego prywatnego i oskarżonego. W przypadku kilku oskarżycieli i oskarżonych każdy z nich ma prawo do jednej osoby uczestniczącej w rozprawie. Podczas sprawy z wyłączeniem jawności sąd ma obowiązek pouczyć wszystkich obecnych na sali o obowiązku zachowania tajemnicy oraz informuje o konsekwencjach nie zastosowania się do pouczenia sądu. Ogłoszenie wyroku nawet w takiej sytuacji jest jednak jawne, natomiast przytoczenie powodów decyzji sądu może być wyłączone z jawności w całości lub częściowo. Troszcząc się o dobro osoby uczestniczącej w rozprawie istnieje możliwość wyłączenia jawności ze względu roztrząsania życia rodzinnego.